# Dennys Quiñónez
Dennys Andrés Quiñónez Espinoza (Guayaquil, Provincia del Guayas, Ecuador, 12 de marzo de 1992) es un futbolista ecuatoriano que juega de volante mixto o defensa central y su actual equipo es Club Atlético Libertad de la Segunda Categoría de Ecuador.

## Trayectoria
Dennys Quiñonez es un jugador formado de la cantera del Barcelona. Para el 2009 es ascendido al primer equipo. Debido a su gran calidad de juego, Dennys se logra quedar con la titularidad.
En el 2012 es transferido al El Nacional.

## Selección nacional

### Categorías inferiores
Pese a su corta edad, Dennys logra ser convocado a la  Selección ecuatoriana de fútbol sub-20 para jugar las eliminatorias al mundial Colombia 2011. Siendo el jugador juvenil con más partidos en la Serie A de Ecuador, se convierte en el capitán de la selección.
Con la Selección ecuatoriana de fútbol sub-20 logra clasificar al mundial Colombia 2011 y a los Juegos Panamericanos de 2011 disputados en Guadalajara.

#### Participaciones en Sudamericanos
| Campeonato                            | Sede   | Resultado    | Partidos | Goles |
| ------------------------------------- | ------ | ------------ | -------- | ----- |
| Sudamericano Sub-17 de 2009           | Chile  | Cuarto lugar | 7        | 0     |
| Sudamericano Sub-20 de 2011           | Perú   | Cuarto lugar | 9        | 0     |
| Juegos Panamericanos Guadalajara 2011 | México | Primera fase | 3        | 0     |

#### Participaciones en Copas del Mundo
| Campeonato                  | Sede     | Resultado        | Partidos | Goles |
| --------------------------- | -------- | ---------------- | -------- | ----- |
| Copa Mundial Sub-20 de 2011 | Colombia | Octavos de final | 4        | 0     |

### Selección absoluta
Su debut en la selección mayor de Ecuador fue ante la selección chilena en un amistoso jugado en Estados Unidos, entró al cambio en reemplazo de Jaime Ayoví. Además ha sido convocado para jugar las Eliminatorias de Brasil 2014.

#### Participaciones en eliminatorias
| Eliminatorias     | Sede            | Resultado   | Partidos | Goles |
| ----------------- | --------------- | ----------- | -------- | ----- |
| Eliminatoria 2014 | América del Sur | Clasificado | 1        | 0     |

## Clubes
| Club                    | País    | Año             |
| ----------------------- | ------- | --------------- |
| Barcelona               | Ecuador | 2009 - 2010     |
| River Ecuador (Cedido)  | Ecuador | 2009            |
| Barcelona               | Ecuador | 2010 - 2011     |
| El Nacional             | Ecuador | 2012 - 2013     |
| Deportivo Quito         | Ecuador | 2014 - 2015     |
| Aucas                   | Ecuador | 2016            |
| Liga de Portoviejo      | Ecuador | 2017            |
| Deportivo Cuenca        | Ecuador | 2018            |
| Centro Deportivo Olmedo | Ecuador | 2019 - 2020     |
| Club Atlético Libertad  | Ecuador | 2020            |
| Atlético Samborondón    | Ecuador |                 |
| Atlético Madrid Ecuador | Ecuador | 2022 - Presente |